# Christophe Ichas
Christophe Ichas (né le 22 octobre 1962 à Saint-Palais en Gironde) est un footballeur français, qui évoluait au poste de défenseur.

## Biographie
Christophe Ichas est formé aux Girondins de Bordeaux. Il joue ensuite pendant sept saisons avec le FC Martigues. Il termine sa carrière dans le club amateur du FC Arcachon.
Il dispute trois matchs en Division 1, et 178 matchs en Division 2, pour deux buts marqués.